# Conocara paxtoni
Conocara paxtoni är en fiskart som beskrevs av Sazonov, Williams och Kobyliansky 2009. Conocara paxtoni ingår i släktet Conocara och familjen Alepocephalidae. Inga underarter finns listade i Catalogue of Life.